# Управление гневом (телесериал)
«Управление гневом» (англ. Anger Management) — американский ситком, премьера которого состоялась 28 июня 2012 года на телеканале FX. Сериал основан на одноимённом фильме 2003 года, герой актёра Чарли Шина имеет много общего с героем Джека Николсона в данном фильме. Пилотный эпизод сериала собрал 5,74 млн зрителей, таким образом «Управление гневом» стал ситкомом с самыми высокими рейтингами премьерной серии за всю историю кабельного телевидения США.
7 ноября 2014 года руководство канала FX из-за низких рейтингов последних серий приняли решение закрыть сериал, таким образом показ финального эпизода состоялся 22 декабря 2014.

## Сюжет
Чарли Гудсон в прошлом профессиональный бейсболист. Он был вынужден закончить карьеру раньше времени — выйдя из себя он сломал биту об ногу и сам себе нанёс тяжёлую травму. После окончания карьеры он решил, что история его жизни должна стать уроком другим и открыл курсы по управлению гневом. На его занятия попадают самые разные люди: некоторые добровольно, другие принудительно. Сложные отношения связывают Чарли с доктором Кейт Уэллс. Он ходил к ней на курсы ещё будучи спортсменом, теперь она стала его партнёром в бизнесе и интимных отношениях.

## В ролях
- Чарли Шин — доктор Чарли Гудсон
- Ло́ра Белл Ба́нди — доктор Джордан Денби
- Шони Смит — Дженнифер Гудсон
- Сельма Блэр — доктор Кейт Уэллс
- Мартин Шин — отец Чарли, Мартин Гудсон
- Даниела Бобадилла[англ.] — Сэм Гудсон
- Норин Девулф — Лейси
- Дерек Ричардсон — Нолан
- Бэрри Корбин — Эд
- Майкл Арден — Патрик
- Бретт Батлер — Бретт, бармен